# Phorbia longipalpis
Phorbia longipalpis este o specie de muște din genul Phorbia, familia Anthomyiidae. A fost descrisă pentru prima dată de Pandelle în anul 1900. Conform Catalogue of Life specia Phorbia longipalpis nu are subspecii cunoscute.